# Gabicce Mare
Gabicce Mare ist ein italienischer Badeort mit 5471 Einwohnern (Stand 31. Dezember 2023) an der adriatischen Riviera in der Provinz Pesaro und Urbino in der Region Marken. Mehrere seiner Strände werden regelmäßig mit einer Blauen Flagge ausgezeichnet. Gabicce Mare liegt circa 120 km von Bologna, 90 km nordwestlich von Ancona und circa 20 km südlich von Rimini entfernt. Der Fluss Tavollo trennt Gabicce Mare von seinem Nachbarort Cattolica und markiert gleichzeitig die Grenze zur Nachbarregion Emilia-Romagna. Auf einer Höhe von ca. 150 Meter liegt im Vorgebirge Gabicce Monte.

## Geschichte
Das Gebiet von Gabicce Monte war schon zu römischer Zeit besiedelt – dies bezeugen heutige Keramikfunde.
Bereits 909 findet man um die Kirche von Sant’Ermete aus dem Jahre 775 eine Siedlung, aus der sich der heutige Ortsteil Gabicce Monte entwickelte. Bereits zu dieser Zeit war die Kuppe des Hügels vermutlich befestigt, aber erst im Jahre 998 erscheint der Name „Castellum Ligabitii“ erstmals in einer päpstlichen Urkunde. Der Name leitet sich vom Namen eines Großgrundbesitzers – Ligabitio – ab. Von der alten Burg ist so gut wie nichts übrig geblieben, wohingegen es fast sicher ist, dass sich der heutige Name vom Namen des Adligen – gesprochen im örtlichen Dialekt – ableitet.
Der Besitz folgte der wechselvollen Geschichte von Pesaro: Ab 1285 war Pesaro eine Signoria unter der Herrschaft der Familie Malatesta, denen 1445 die Mailänder Herzöge Sforza folgten, die wiederum 1513 von den Della Rovere abgelöst wurden, die im Herzogtum Urbino regierten und 1523 ihre Hauptstadt nach Pesaro verlegten. 1539 fielen die Burg und das zugehörige Land Orazio Floridi di Fan als herzogliches Lehen zu. Danach wird Gabicce dem Grafen Ottavio Mamiani zugeschlagen. Nach dem Tod des letzten Della Rovere 1631 fiel das Herzogtum an den Kirchenstaat und teilte dessen Geschichte bis zum Risorgimento 1860.
In den ersten Jahrzehnten des 20. Jahrhunderts änderte sich die Landschaft kontinuierlich: An der Mündung des Tavollo wurde nach dem Ersten Weltkrieg ein Fischereihafen errichtet, an dem sich gegenüber den Ausläufern der Nachbarstadt Cattolica rasch die neue Unterstadt Gabicce Mare herausbildete. Dort entwickelte sich zunächst langsam eine Wirtschaft, die auf Fischfang basierte, dann aber explosionsartig durch den Tourismus angetrieben wurde, ohne dabei aber den Fischereihintergrund ganz zu verdrängen. Das Wachstum der Unterstadt führte dazu, dass 1942 das Rathaus nach Gabicce Mare verlegt wird. Der einstige Siedlungskern in Gabicce Monte wurde dadurch zum Ortsteil.
Aufgrund von Bauschäden nach dem Erdbeben von 2016 wurde das Rathaus im Jahr 2018 durch ein neues Rathaus ersetzt. Bei dem vollständig aus Holz errichteten Gebäude wurde ein besonderes Augenmerk auf Energieeffizienz gelegt.

## Städtepartnerschaften
- Gabicce Mare ist mit der deutschen Gemeinde Ötigheim in Baden-Württemberg durch eine Partnerschaft verbunden.[5]
- Freundschaftsverträge bestehen mit Guastalla in der Emilia-Romagna, Eguisheim im Elsass und Nocera Umbra.[6]
- Mit weiteren zwölf italienischen Gemeinden sowie mit der Stadt Spa in Belgien bestehen freundschaftliche Beziehungen.[7]

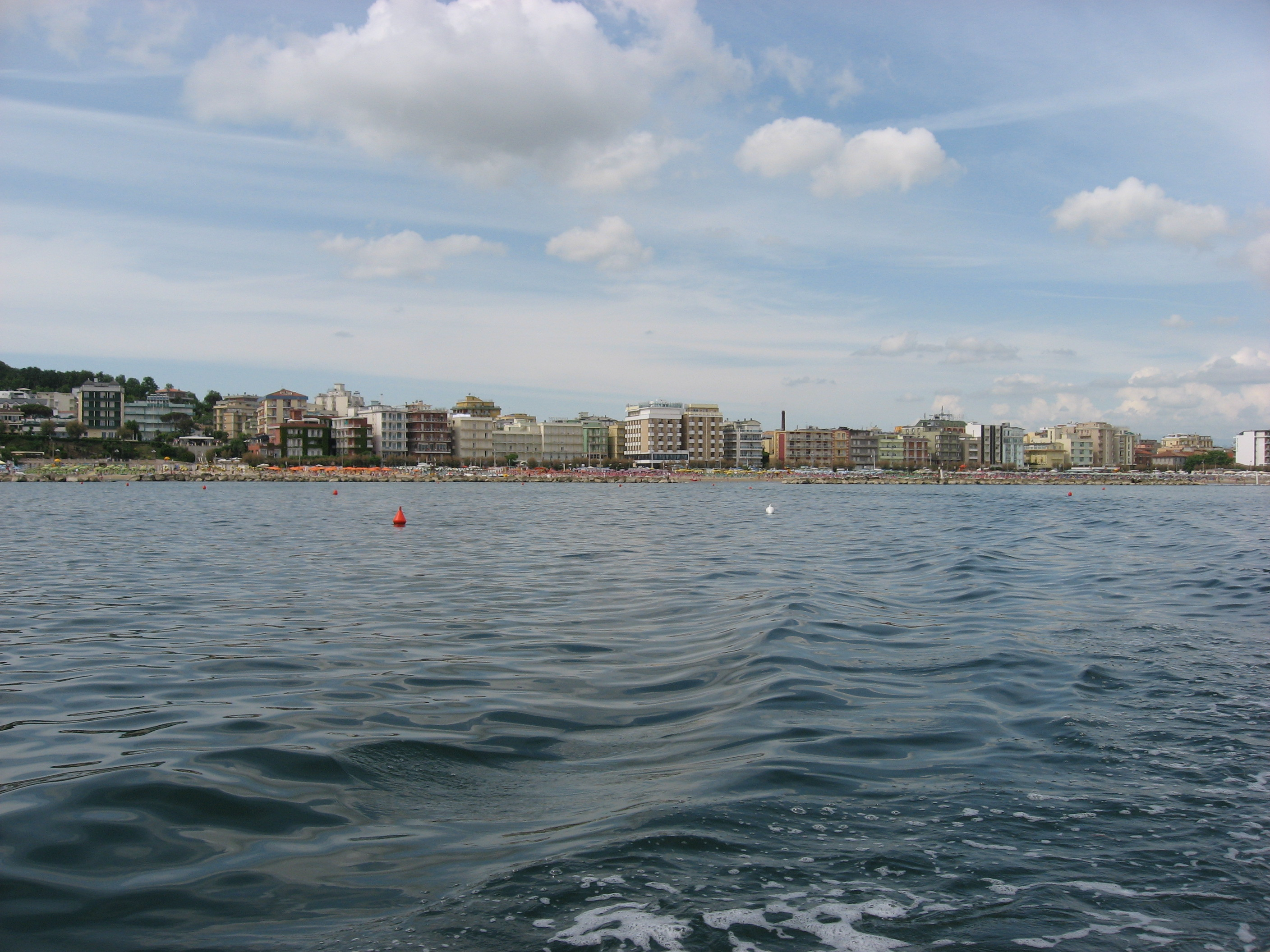
Blick auf Gabicce Mare
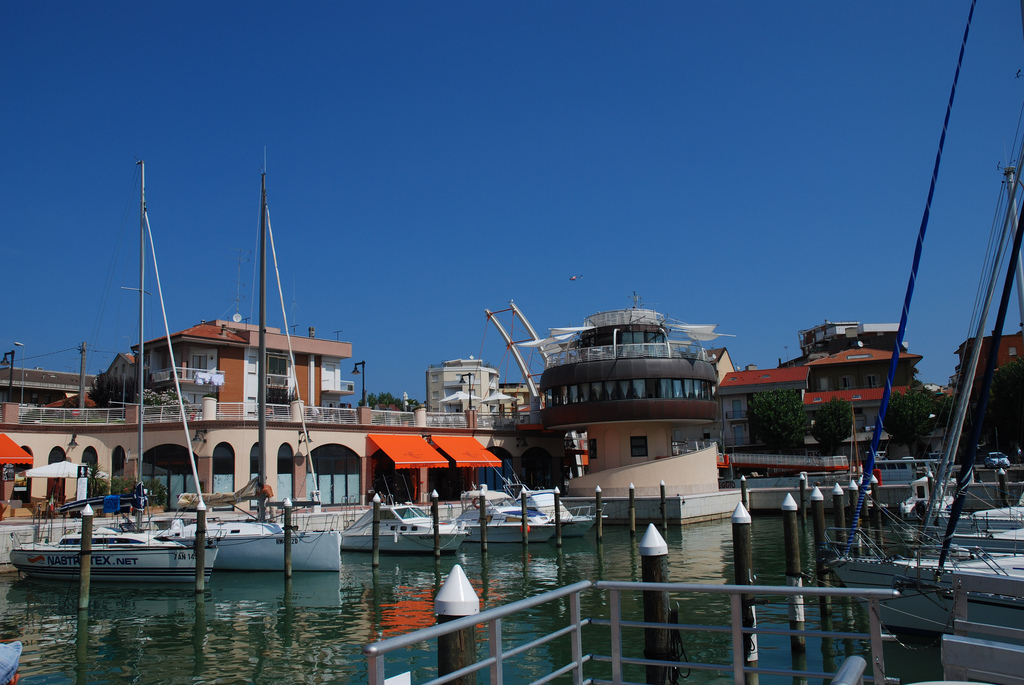
Im Hafen von Gabicce Mare
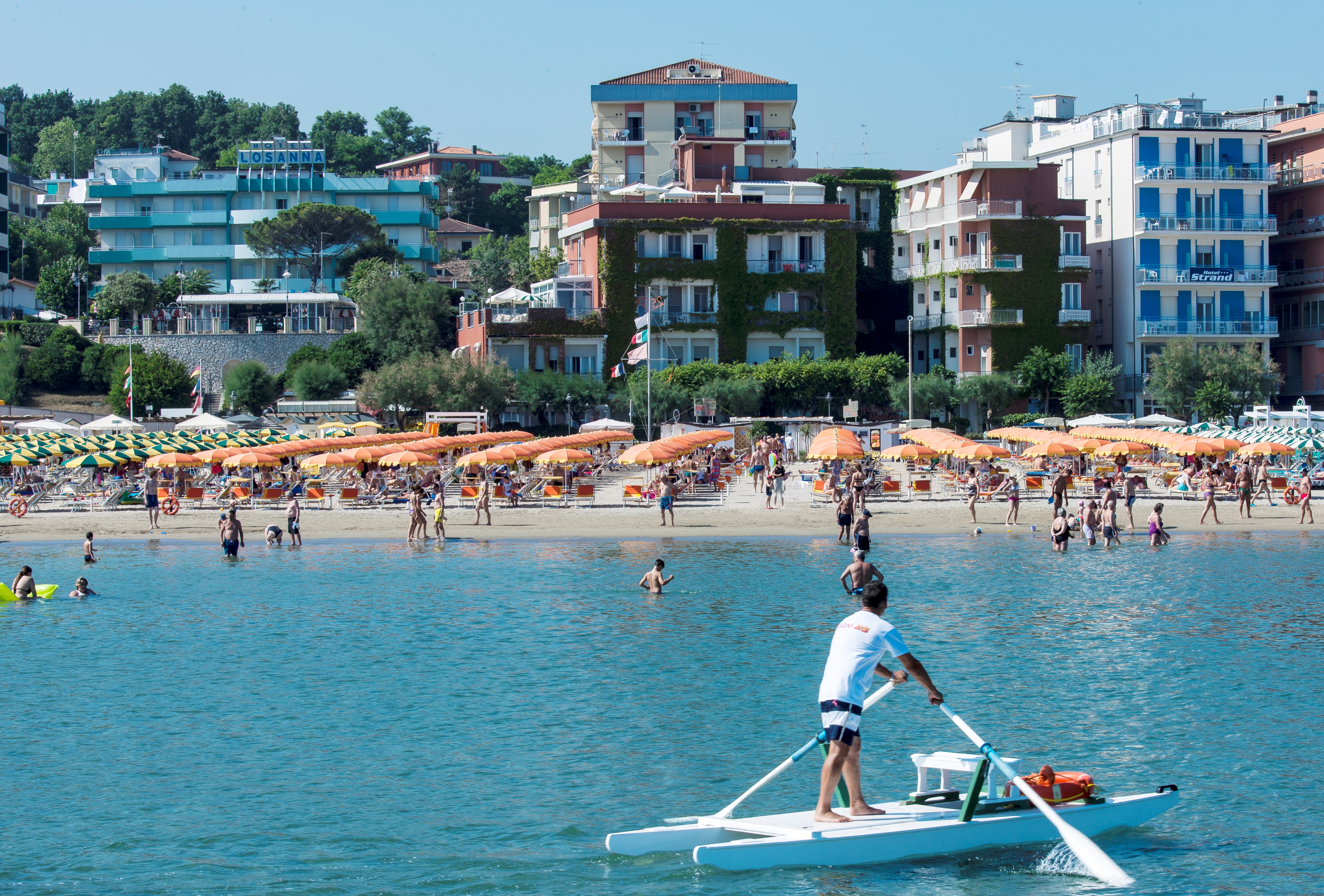
Gabicce Mare, zentraler Strand
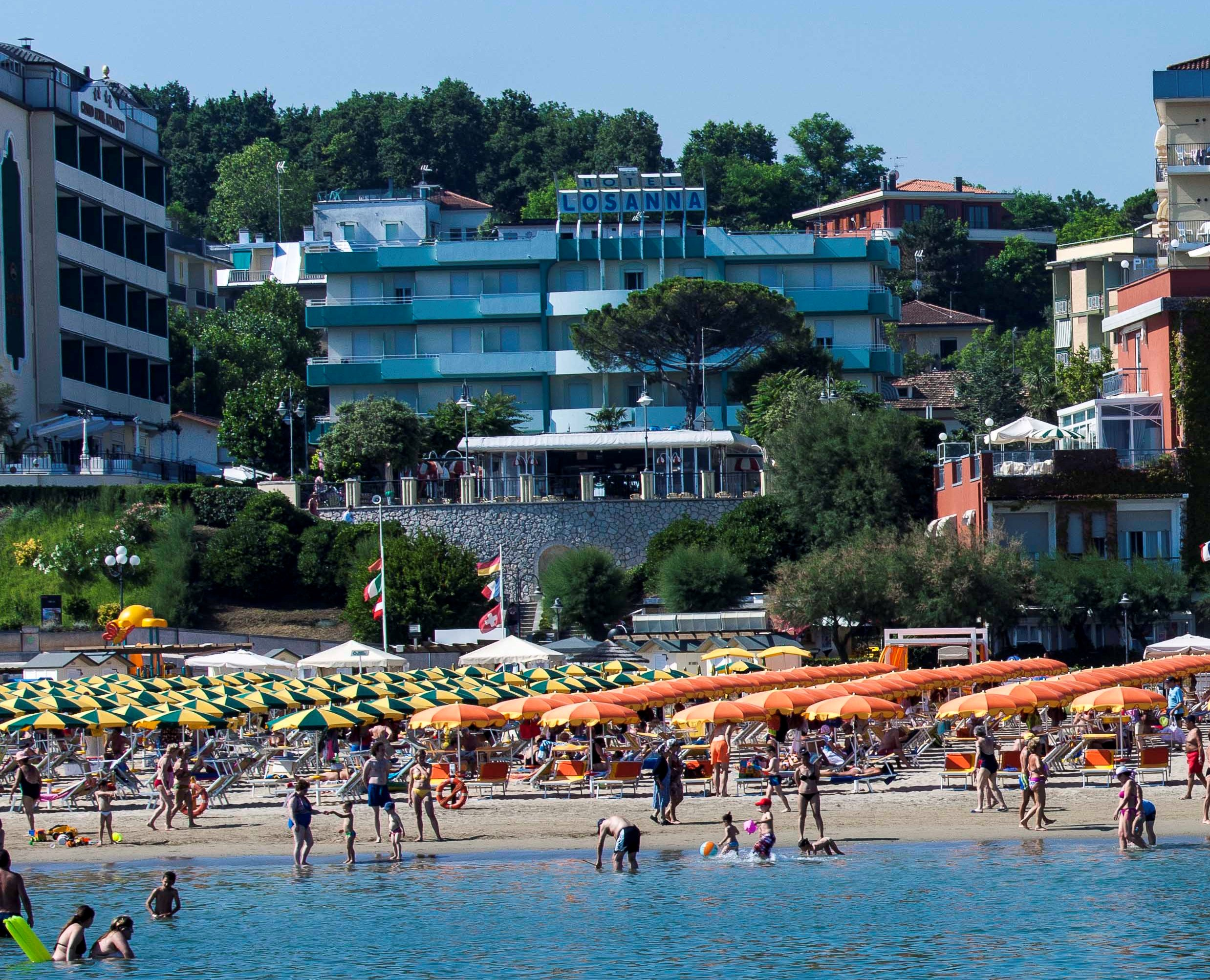
Zentraler Strand unter dem Garten Unità d’Italia
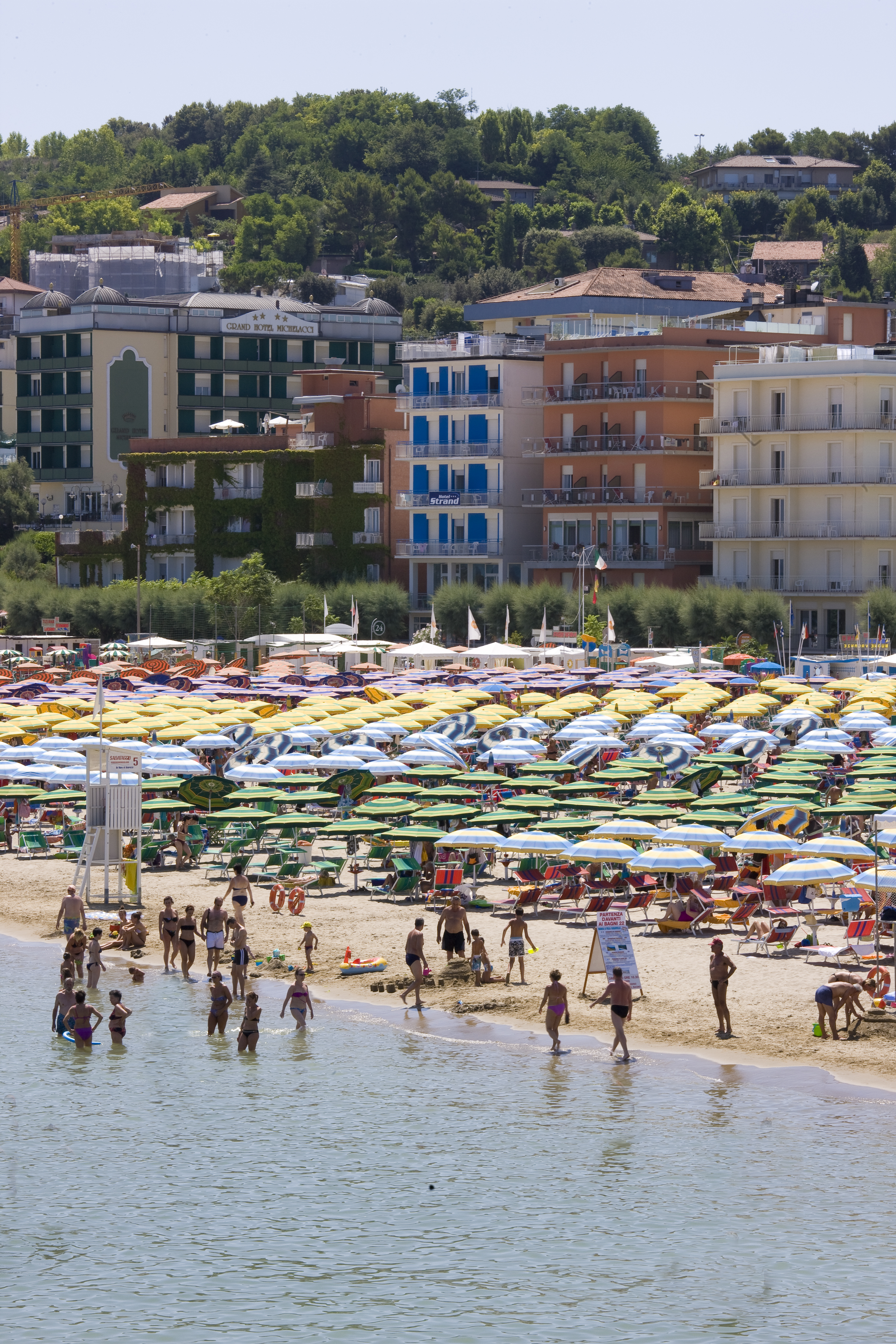
Sommer in Gabicce Mare
Gabicce Monte und Baia Vallugola, Blick von Gabicce Mare
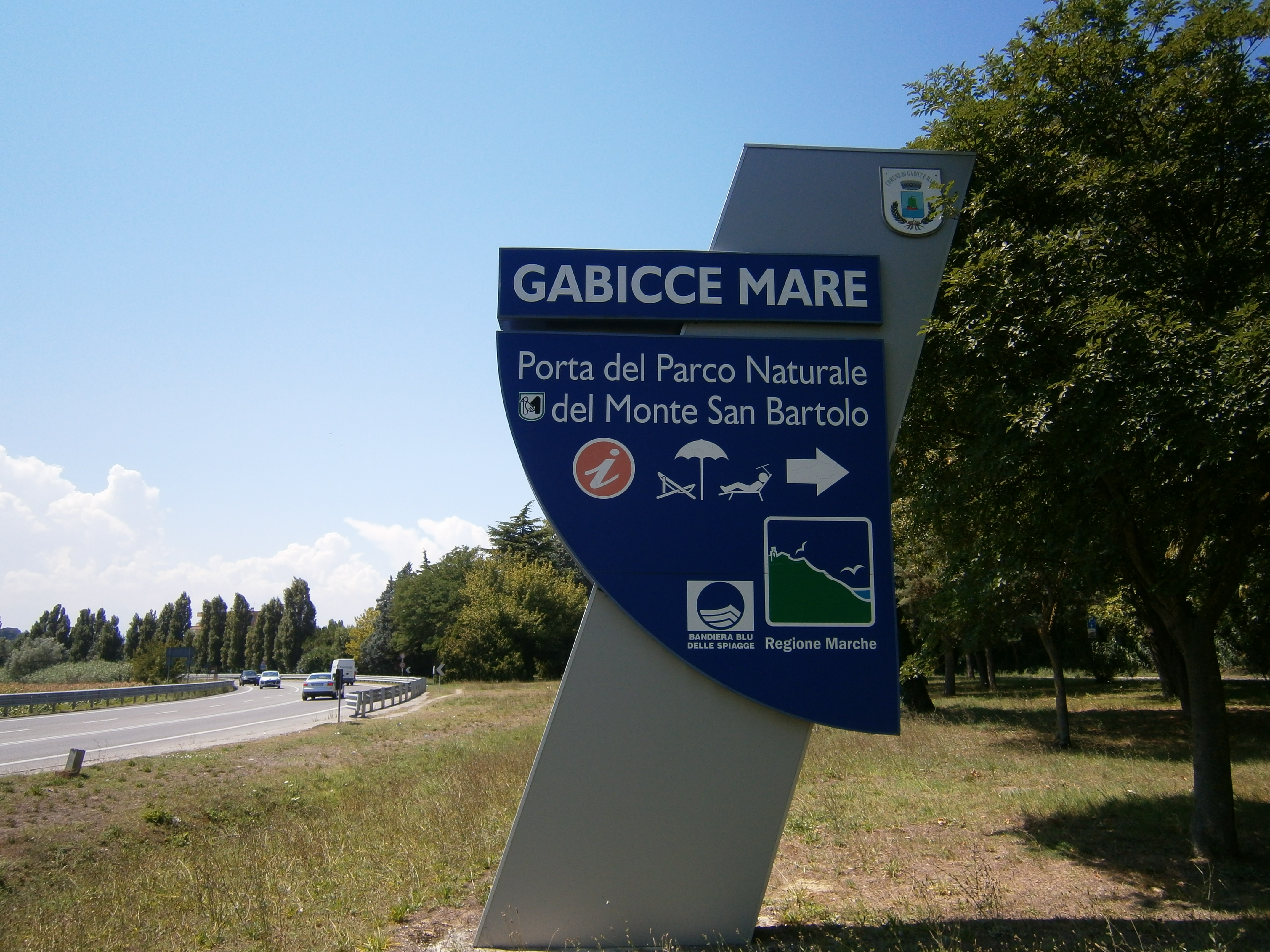
Gabicce Mare und Parco naturale Monte San Bartolo